# Design Rule Check

Die drei grundlegenden DRCs: Weiten-, Abstands- und Überlappungsregeln

Der Design Rule Check (DRC; deutsch „Entwurfsregelprüfung“) ist ein Schritt bei der Layoutverifikation des Designs von Leiterplatten und integrierten Schaltkreisen (vgl. Chipentwurf). Er soll (neben anderen Prüfungen) die technologische Fertigbarkeit des entworfenen Layouts sicherstellen.
Dazu wird die Einhaltung aller durch die Technologie vorgegebenen Randbedingungen, d. h. der Entwurfsregeln (design rules), überprüft, die sich unmittelbar als geometrische Eigenschaften formulieren lassen. Dabei handelt es sich im Wesentlichen um Größen-, Weiten-, Abstands- und Überlappungsregeln von Objekten im Layout, z. B. wie weit ein Kontaktanschluss für Source/Drain-Bereiche vom Transistorgate entfernt sein muss.
Die Überprüfung erfolgt, indem die zum Teil komplex geformten Objekte in Rechtecke zerlegt werden, deren Lagen zueinander dann leicht auf Gültigkeit der Designregeln geprüft werden können.
Komplexe, kontextabhängige geometrische Regeln lassen sich beim DRC auch verifizieren.